# Агмадабад (Деліджан)
Агмадабад (перс. احمداباد) — село в Ірані, у дегестані Джушак, у Центральному бахші, шахрестані Деліджан остану Марказі. За даними перепису 2006 року, його населення становило 0 осіб, що проживали у складі 0 сімей.

## Клімат
Середня річна температура становить 14,81 °C, середня максимальна – 33,22 °C, а середня мінімальна – -6,80 °C. Середня річна кількість опадів – 179 мм.
| Клімат поселення                              | Клімат поселення | Клімат поселення | Клімат поселення | Клімат поселення | Клімат поселення | Клімат поселення | Клімат поселення | Клімат поселення | Клімат поселення | Клімат поселення | Клімат поселення | Клімат поселення | Клімат поселення |
| Показник                                      | Січ.             | Лют.             | Бер.             | Квіт.            | Трав.            | Черв.            | Лип.             | Серп.            | Вер.             | Жовт.            | Лист.            | Груд.            |                  |
| Середній максимум, °C                         | 10,25            | 12,71            | 17,22            | 23,16            | 27,88            | 31,79            | 33,22            | 32,56            | 28,76            | 22,60            | 16,38            | 10,40            |                  |
| Середня температура, °C                       | 1,74             | 4,18             | 8,70             | 14,65            | 19,34            | 23,26            | 26,88            | 26,21            | 22,40            | 16,26            | 10,03            | 4,05             |                  |
| Середній мінімум, °C                          | −6,8             | −4,35            | 0,17             | 6,12             | 10,82            | 14,74            | 20,52            | 19,86            | 16,04            | 9,92             | 3,69             | −2,3             |                  |
| Норма опадів, мм                              | 31               | 28               | 34               | 22               | 15               | 2                | 1                | 1                | 0                | 7                | 15               | 23               |                  |
| Середньомісячна швидкість вітру, м/с          | 1.64             | 2.08             | 3.06             | 2.91             | 2.76             | 2.50             | 2.55             | 2.38             | 2.14             | 2.16             | 1.54             | 1.58             |                  |
| Середньомісячна сонячна радіація, кДж/м²·день | 9685             | 12966            | 15494            | 18935            | 22628            | 26587            | 25945            | 24435            | 21332            | 16004            | 11653            | 9381             |                  |
| --------------------------------------------- | ---------------- | ---------------- | ---------------- | ---------------- | ---------------- | ---------------- | ---------------- | ---------------- | ---------------- | ---------------- | ---------------- | ---------------- | ---------------- |
| Джерело:                                      |                  |                  |                  |                  |                  |                  |                  |                  |                  |                  |                  |                  |                  |